# Arenostola amseli
Arenostola amseli är en fjärilsart som beskrevs av Charles Boursin 1961. Arenostola amseli ingår i släktet Arenostola och familjen nattflyn. Inga underarter finns listade i Catalogue of Life.